# Hemiscyllium halmahera
Hemiscyllium halmahera is een kraakbeenvis uit de familie van de Hemiscylliidae. De soort werd voor het eerst wetenschappelijk beschreven door Gerald R. Allen in 2013. 

## Ontdekking

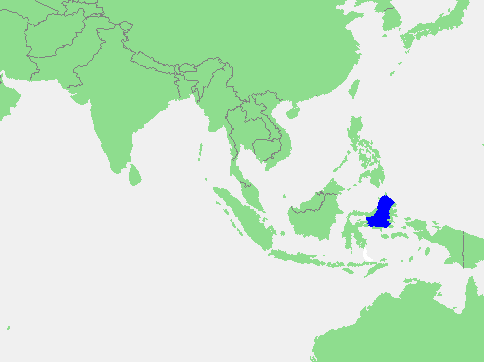
De locatie van de Molukse Zee.

De onderzoekers Gerald R. Allen en zijn collega's ontdekten de soort in 2013 tussen de riffen bij het eiland Halmahera, in het oostelijke deel van Indonesië. De soort is beschreven op basis van twee exemplaren die gevangen werden nabij Ternate, bij de kust van het grotere Halmahera. 

## Uiterlijke kenmerken
H. halmahera wordt gemiddeld zo'n 70 centimeter lang. De kraakbeenvis onderscheidt zich op meerdere punten duidelijk van andere bakerhaaien maar toont de meeste overeenkomst met Hemiscyllium galei. Toch is het patroon van vlekken bij H. halmahera opvallend meer verschillend dan bij H. galei. Terwijl H. galei zeven grote, donkere vlekken aan elke kant van zijn lichaam heeft, heeft H. halmahera een bruine kleur met grote bruine en witte polygoonachtige vlekken op zijn lichaam. 
Net als van andere epaulet- en bamboehaaien bekend is beweegt H. halmahera zich niet alleen voort in het water door te zwemmen. De vinnen aan de voorzijde van het lichaam worden gebruikt om over rotsen of de zeebodem te lopen.